# 巴耶納灣區

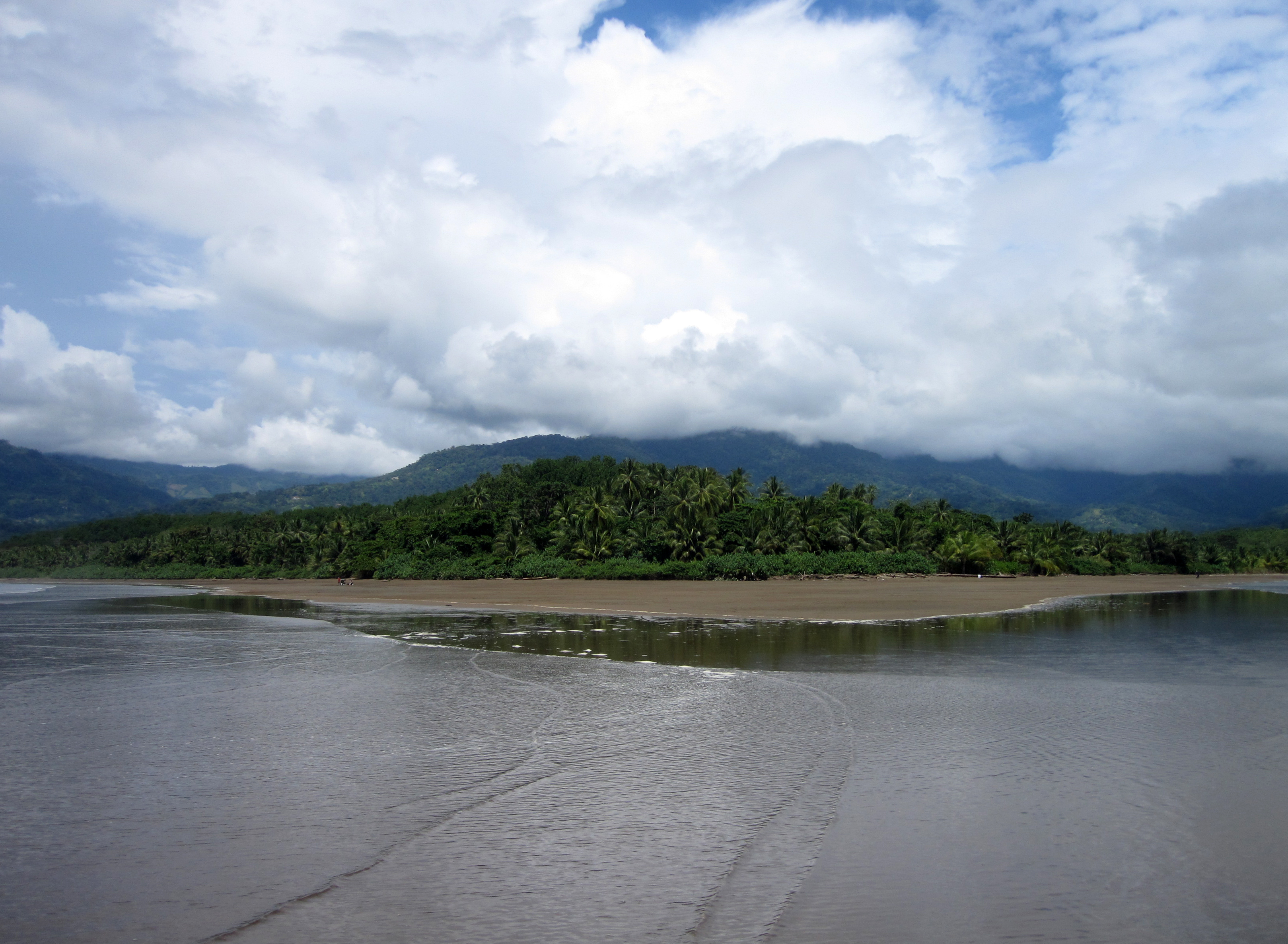

巴耶納灣區（西班牙語：Bahía Ballena）是哥斯達黎加的一個區，位於該國西部蓬塔雷納斯省，始建於1991年7月23日，面積160.76平方公里，2010年人口3,306，人口密度每平方公里20.56人。